# 初本瑞穂
初本 みずほ（はつもと みずほ、1994年8月6日 - ）は、日本のタレント。兵庫県出身。A型。

## 人物
園田競馬場の「その金ナイターイメージガール」であるSKNフラッシュ8のメンバーとして2018年4月から2021年3月まで活動していた。
2021年5月からライブ配信アプリのPocochaでライバーデビュー。
芸能界に入るきっかけは、友人のなぎなぎから「オーディションを一緒に受けて欲しい」と頼まれたからである。
好きな食べ物は明太子、チーズ。甘いものは基本的に食べられないがチーズケーキは食べられる。
嫌いな食べ物は豆類、芋類、南瓜、栗である。
何故かアレルギーでカップラーメンが食べれない。
趣味はワンピースとダンスと競馬とゴルフの打ちっぱなし(基本は左利きだがゴルフだけは右打ち)。
子供の頃の夢は幼稚園の頃が花屋で小学校の頃がアイドルになることであった。
好きな男性のタイプはゾロ。あとアホで真っ直ぐな人。それと「話が合う人」で、戦隊モノで言うと誰もが認めるイケメンの「レッド役」よりも「グリーン役」のほうがタイプである。
梅田の地下街では絶対迷わないことを自負しており、数少ない特技であることを自ら明言している。
一番好きな競走馬はショウナンパンドラであり、今でも待ち受け画面にしている。2019年11月22日に行われた「ポッター平井Presents「競馬女子会」～2019ジャパンカップ編～」では、他の女子会参加者が若干引くほどショウナンパンドラへの溺愛ぶりと競馬にハマったきっかけについて熱く語っている。自身のYouTubeでも2015年9月27日のオールカマーで勝利したショウナンパンドラを見て競馬にハマったことを公表している。
また、ジョーカプチーノもお気に入りの１頭であり、その産駒が出走するレースは必ずチェックしている。2019年11月4日浦和競馬場で開催されたJBCスプリントに出走するショーストリクトリを一目見ようと、悩んだ末に１人夜行バスで上京し現地観戦している。
競馬は楽しむことを目的としており馬券成績への執着はないが、競馬あるあるでよくいわれる「馬単を買えば1着3着」「ワイドを買えば3着4着」が非常に多く、ある意味天才的な外し方をしていたこともあり、的中率向上を目指して1日30レースの予想をライブ配信するという企画を行なった。結果はすぐには出なかったが、2021年春のGⅠで始めた複勝コロガシ（通称複コロ）でようやく花が開き、見事５週連続で的中し「競馬当たらないキャラ」の払拭に成功した。
園田競馬で行われる個人協賛競走に「あなたの1推しにじゅうまる」の競走名で申し込んでくれるオーナーを、当初は誕生日前後での開催に合わせて募集していたが実現には至らず現在は常時募集中である。
2020年2月24日に開催された園田競馬大予想会では「パドックはお尻がウキウキしている馬を探す」という独自の理論を初めて披露したが、当時の周囲の空気を察してか後に何の根拠もない持論であることを付け加えるようになった。
手のひらにホクロが４つある。
アイドルグループ「AMABILe」のプロデュース、作詞、振り付けなどを担当していた。
運動神経は良さそうに見えるが実際はそうでもなく、その理由を運動神経が悪いと言われる手のひらのホクロのせいにしている。
可愛い八重歯を矯正したところ今は「綺麗」って言われることが多くなったが、同時に一重から二重になっており「それも影響しているかも？」と自画自賛している。

## 経歴
- Csli（2011年1月～2014年12月）[17][18][19]
- SKNフラッシュ8（2018年4月～2021年3月）

　 CsliとSKNフラッシュ8の間に幼稚園の先生をしていた時期がある。

## 出演

### ラジオ
- 國嶋絢香のスポーツっていいね！（第2第4火曜日 ソラトニワステーション梅田にて公開生放送　2020年6月30日放送終了）
- OBCドラマティック競馬金曜版そのだ金曜ナイター中継（2018年4月～2020年10月に不定期で出演）[20]

### テレビ
- そこまで言って委員会NP（読売テレビ 2019年7月7日 再現VTRで出演）

### イベント
- なんばWalk サマーホースフェスタ（2019年8月17日～18日 イベントMC）
- ポッター平井Presents「競馬女子会」～2019ジャパンカップ編～（2019年11月22日）
- ぬこぱんちオフ会～SPATIAL EVENT～ (2020年1月19日 イベントMC）

### シンフォニアイベントチャンネル
- YouTube みずほドッグミリオネア
- YouTube なぎなぎドッグミリオネア

## 参考
- YouTube 【生配信】天皇賞・春 反省会＆質問コーナー